# Athyreus mouraensis
Athyreus mouraensis es una especie de coleóptero de la familia Geotrupidae.

## Distribución geográfica
Habita en Brasil.